# 皮德皮利皮亞 (卡緬涅茨-波多利斯基區)
48°45′37″N 26°14′19″E / 48.76028°N 26.23861°E
皮德皮利皮亞（烏克蘭語：Підпилип'я），是烏克蘭的村落，位於該國西部赫梅利尼茨基州，由卡緬涅茨-波多利斯基區負責管轄，始建於1530年，面積2.4平方公里，2001年人口460，人口密度每平方公里191.7人。